# Дроздов, Николай Фёдорович
Николай Фёдорович Дроздов (6 августа 1862 — 29 декабря 1953) — крупнейший российский и советский учёный в области проектирования ствольных артиллерийских систем и внутренней баллистики, создатель школы артиллерийских конструкторов, заслуженный деятель науки и техники РСФСР (1940), действительный член Академии артиллерийских наук, кандидат математических наук Российской империи, доктор технических наук (1938), профессор, лауреат Сталинской премии первой степени (1943). Генерал-лейтенант российской императорской армии, генерал-полковник артиллерии СССР (1944).

## Биография

Могила Дроздова на Новодевичьем кладбище Москвы.

Русский, старовер. В 1881 году в Сумах окончил гимназию и поступил на физико-математический факультет Киевского университета. В 1886 году Н. Ф. Дроздов окончил университет, 15 октября 1886 года вступил в службу вольноопределяющимся 33-й артиллерийской бригады, в 1887 году экстерном сдал офицерский экзамен в Михайловском артиллерийском училище и был направлен на службу в 12-ю артиллерийскую бригаду. В 1888 году поступил в Михайловскую военную артиллерийскую академию, после окончания которой, с 28 июля 1893 года служил помощником делопроизводителя, с 20 августа 1899 года — делопроизводитель, с 29 мая 1909 года — старший делопроизводитель в Артиллерийском комитете Главного артиллерийского управления (ГАУ). Одновременно со службой, с 1898 года преподавал в Михайловской артиллерийской академии. Неоднократно выезжал в служебные загранкомандировки. В 1913 году Н. Ф. Дроздов становится экстраординарным профессором Михайловской артиллерийской академии. С 19 декабря 1913 года — постоянный член Артиллерийского комитета ГАУ. В 1913—14 годах — совещательный член комиссии Воздухоплавательного комитета.
Во время Первой мировой войны Н. Ф. Дроздов способствовал развитию артиллерийского вооружения и производства артиллерии. С 1914 года — помощник начальника Центральной научно-технической лаборатории Военного ведомства. В 1916 году, в связи с постоянным срывом сдачи военных заказов военные заводы были взяты под правительственное управление, профессор Н. Ф. Дроздов был назначен начальником, затем председателем правления Путиловского завода. Одновременно, с 7 сентября 1915 года до 1918 года — начальник 3-го отдела технических артиллерийских заведений ГАУ.
В феврале 1918 года Н. Ф. Дроздов добровольно вступил в РККА, преподавал в Военной артиллерийской академии РККА. С мая 1919 года — экстраординарный профессор, с декабря 1922 года — старший руководитель, с апреля 1923 года — начальник баллистического отдела, с июля 1923 года — начальник баллистического факультета, с сентября 1924 года — начальник механического факультета, с октября 1927 года — старший руководитель, с октября 1929 года — преподаватель, с июля 1932 года — руководитель специального технического цикла, с марта 1933 года — начальник кафедры проектирования артиллерийских систем, с марта 1935 года — начальник специально-технического цикла, с августа 1938 года — профессор кафедры проектирования артиллерийских систем Артиллерийской академии. Одновременно с преподавательской деятельностью, с октября 1918 года Н. Ф. Дроздов — консультант в артиллерийском отделе Научно-артиллерийской комиссии Главного управления кораблестроения, с марта 1919 года Н. Ф. Дроздов работал в Комиссии особых артиллерийских опытов (КОСАРТОП), с 1922 года — помощник директора Государственного научно-технического института (бывшей Центральной научно-технической лаборатории), с 1924 года — приватный преподаватель Морской Академии (до 1933 года).
Во время Великой Отечественной войны Н. Ф. Дроздов преподавал в Артиллерийской академии, участвовал в разработке и модернизации новых образцов артиллерии РККА. В апреле 1942 года был назначен заместителем начальника кафедры проектирования артиллерийских систем, с октября 1943 года — постоянный член Артиллерийского комитета ГАУ.
После войны, с 28 сентября 1946 года Н. Ф. Дроздов — действительный член, с 12 ноября 1946 года — член президиума, с 1 декабря 1950 года — научный консультант при президиуме Академии артиллерийских наук. В мае 1953 года Академия артиллерийских наук была расформирована, с июня 1953 года Н. Ф. Дроздов — в отставке.
Умер Николай Фёдорович 29 декабря 1953 года, похоронен на Новодевичьем кладбище.

## Научная деятельность
Обучаясь в Киевском университете, Н. Ф. Дроздов написал первую научную работу — «Приложение непрерывных дробей к интерполированию и разложению функций в ряды», за которую получил золотую медаль и степень кандидата математических наук. В Российской империи Н. Ф. Дроздов опубликовал ряд научных трудов по конструированию полевых орудий. В СССР Н. Ф. Дроздов продолжил написание научных трудов по вопросам проектирования артиллерийских орудий, решению задач внутренней баллистики, другим проблемам стрельбы из артиллерийских орудий, автор баллистических таблиц. За вклад в развитие артиллерийской техники, в 1938 году Н. Ф. Дроздову была присвоена учёная степень доктора технических наук без защиты диссертации.

### Научные труды

Председатель Президиума Верховного Совета РСФСР А. Е. Бадаев с заслуженным деятелем науки и техники генерал-лейтенантом артиллерии Н. Ф. Дроздовым, генерал-майором артиллерии М. Ф. Васильевым, генерал-майором артиллерии А. А. Благонравовым после награждения, 1940 год.

Автор более ста научных работ и статей, в том числе:
- Проектирование артиллерийских орудий, Пг. 1922, ч. 1-2.
- Сопротивление артиллерийских орудий и их устройство, изд. 2-е, перераб, Л. 1932—1935, ч. 1-3.
- Специальный способ решения основной задачи внутренней баллистики, Л. 1929. (в соавт. с Н. А. Угольниковым)
- Решение задач внутренней баллистики для бездымного пороха трубчатой формы, М. 1941.
- Решение задач внутренней баллистики для зарядов простых и сложных, М. Акад. Арт. Наук. 1950.
- Решение задачи внутренней баллистики в обобщенных переменных для зарядов простых и составных, М. 1952.
- Решение уравнения внутренней баллистики, Л. 1936.

## Звания

### Российская империя
- подпоручик — (ст. 8.2.1888)
- поручик — (ст. 8.2.1892)
- штабс-капитан — (ст. 28.5.1893)
- поручик гв. (ст. 6.5.1896)
- штабс-капитан (ст. 6.12.1896)
- капитан — (ст. 06.12.1900)
- полковник — (ст. 06.12.1904)
- генерал-майор — (ст. 06.12.1910) — за отличие
- генерал-лейтенант[2] — данных о присвоении звания нет

### СССР
- дивинженер — 13.02.1936
- генерал-лейтенант артиллерии — 04.06.1940[3]
- генерал-полковник артиллерии — 18.11.1944

## Награды

### Российская империя
- Орден Св. Станислава 1-й степени (22 марта 1915)
- Орден Св. Владимира 3-й степени (1913)
- Орден Св. Анны 2-й степени (1906)
- Орден Святого Станислава 2-й степени (1904)

### СССР
- два Ордена Ленина

1. 7 декабря 1940 — в связи с 120-й годовщиной Артиллерийской ордена Ленина Академии Красной Армии имени Дзержинского, за плодотворную работу по выращиванию и воспитанию артиллерийских кадров
2. 21 февраля 1945 — за выслугу лет

- два Ордена Красного Знамени (в том числе 3 ноября 1944)
- Орден Отечественной войны 1-й степени (5 декабря 1944)
- Орден Трудового Красного Знамени (1943)
- Орден Красной Звезды (1933)
- Медаль «XX лет РККА» (22 февраля 1938)
- Другие медали
- Сталинская премия I степени (22 марта 1943) — за разработку методов проектирования артиллерийского оружия и за исследования в области внутренней баллистики, завершающиеся научным трудом: «Решение задач внутренней баллистики для бездымного пороха трубчатой формы», опубликованным в конце 1941 года